# كاثلين هيوز
كاثلين هيوز (ولدت باسم إليزابيث مارغريت فون جيركان؛ 14 نوفمبر 1928 - 19 مايو 2025) كانت ممثلة أمريكية ظهرت خلال العصر الذهبي لهوليوود، بعد توقيعها عقدًا مع فوكس عام ١٩٤٨، غيّر الاستوديو اسمها، وبدأت بالتمثيل في أدوار صغيرة، منها "الأم طالبة جديدة" و"السيد بلفيدير يلتحق بالجامعة".

## حياتها الشخصية
في 25 يوليو 1954، تزوجت هيوز من ستانلي روبين، منتج مسلسل "عالم براكن"، في منزل عمها. رُزق الزوجان بابنة وثلاثة أبناء. دام زواجهما 59 عامًا، حتى توفي روبين في 2 مارس 2014، عن عمر يناهز 96 عامًا.